# Tiếng Armenia cổ điển
Tiếng Armenia cổ điển (tiếng Armenia: գրաբար, trong cách phát âm tiếng Armenia Đông: Grabar, tiếng Armenia Tây: Krapar; nghĩa là "[ngôn ngữ] văn học"; còn được gọi là tiếng Armenia cổ hoặc tiếng Armenia thiêng liêng) là một dạng được chứng thực cổ nhất của tiếng Armenia. Đây là ngôn ngữ lần đầu tiên được viết vào đầu thế kỉ 5, và tất cả văn học Armenia đến thế kỉ 18 được viết bằng ngôn ngữ này. Ban đầu nhiều bản thảo cổ viết bằng tiếng Hy Lạp cổ đại, tiếng Ba Tư, tiếng Hebrew, tiếng Syriac và tiếng Latinh (chỉ tồn tại trong bản dịch tiếng Armenia).
Tiếng Armenia cổ điển tiếp tục sử dụng làm một ngôn ngữ thiêng liêng của Giáo hội Tông truyền Armenia và Giáo hội công giáo Armenia và thường được họp bởi các học giả Kinh Thánh, Liên Ước, và Giáo Phụ dành riêng cho nghiên cứu văn bản. Ngôn ngữ này cũng quan trọng cho việc phục dựng tiếng Ấn-Âu nguyên thủy.

## Ngữ âm

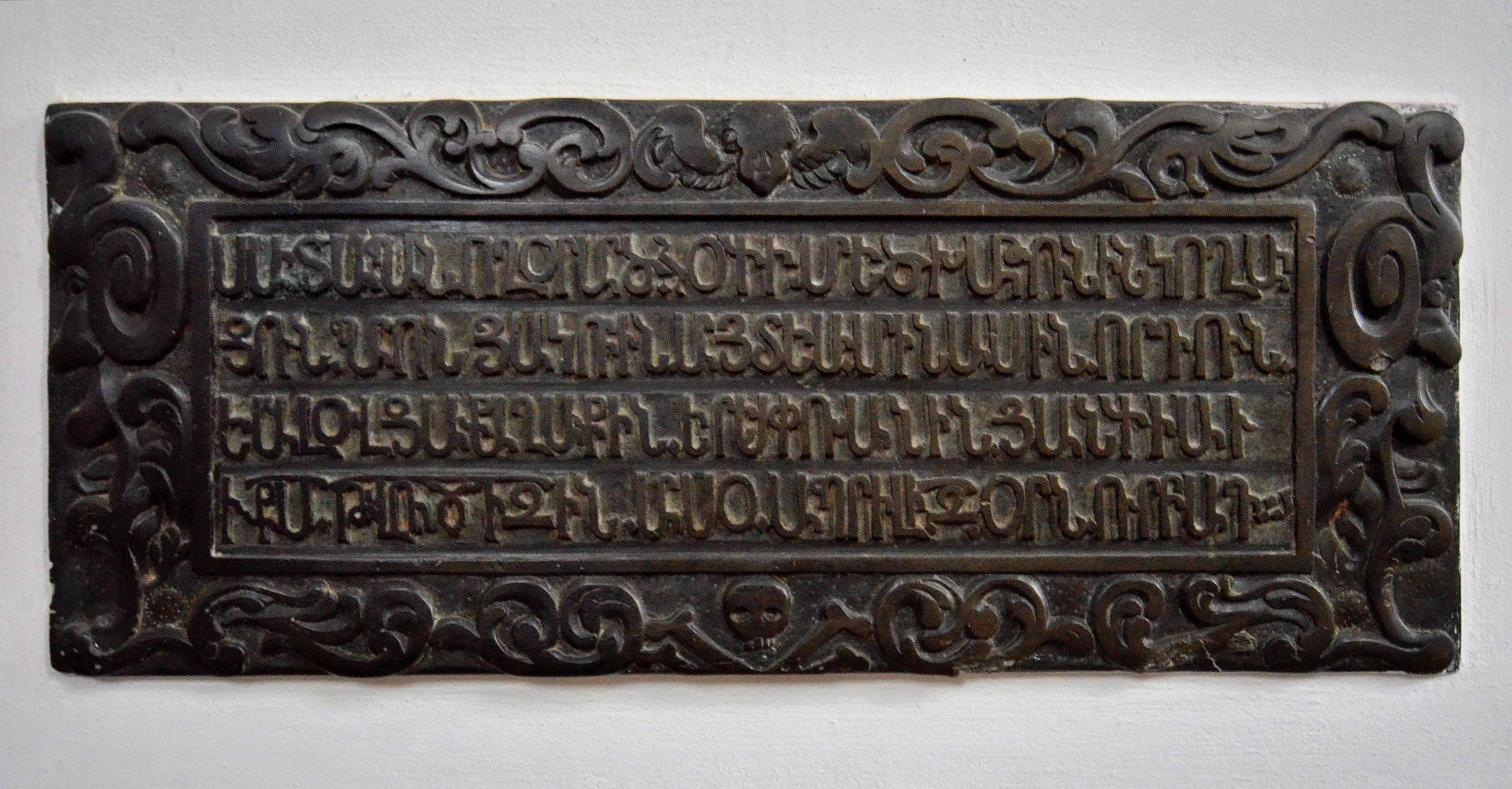
Văn bia trong tiếng Armenia cổ điển cho Jakub và Marianna Minasowicz tại Nhà thờ St. Hyacinth ở Warszawa

### Nguyên âm
Có bảy nguyên âm đơn:
- /a/ (ա), /i/ (ի), /ə/ (ը), /ɛ/ hay e mở (ե), /e/ hay e đóng (է), /o/ (ո), và /u/ (ու) (phiên âm tương ứng là a, i, ə, e, ē, o, và u). Nguyên âm được phiên âm u được đánh vần bằng các chữ cái tiếng Armenia cho từ ow (ու) nhưng thật ra không phải là một nguyên âm đôi.

Ngoài ra còn có sáu nguyên âm đôi theo truyền thống:
- ay (այ), aw (աւ, sau đó là օ), ea (եա), ew (եւ), iw (իւ), oy (ոյ).

### Phụ âm
Dưới đây là bảng phụ âm trong tiếng Armenia cổ điển. Các phụ âm tắc và tắc-xát, ngoài chuỗi hữu thanh và vô thanh, chúng đều thuộc chuỗi âm bật hơi riêng biệt, phiên âm với ký hiệu được sử dụng cho âm thở thô trong tiếng Hy Lạp cổ đại sau chữ: p῾, t῾, c῾, č῾, k῾. Mỗi phụ âm có hai ký hiệu trong bảng. Bên trái biểu thị cách phát âm trong Bảng mẫu tự ngữ âm quốc tế (IPA); bên phải là ký hiệu tương ứng trong bảng chữ cái Armenia.
|          |              | Môi    | Lợi     | Lợi   | Ngạc cứng | Ngạc mềm / Lưỡi nhỏ | Thanh hầu |
| thường   | ngạc mềm hóa | Môi    |         |       | Ngạc cứng | Ngạc mềm / Lưỡi nhỏ | Thanh hầu |
| -------- | ------------ | ------ | ------- | ----- | --------- | ------------------- | --------- |
| Mũi      | Mũi          | /m/ մ  | /n/ ն   |       |           |                     |           |
| Tắc      | hữu thanh    | /b/ բ  | /d/ դ   |       |           | /ɡ/ գ               |           |
| Tắc      | vô thanh     | /p/ պ  | /t/ տ   |       |           | /k/ կ               |           |
| Tắc      | bật hơi      | /pʰ/ փ | /tʰ/ թ  |       |           | /kʰ/ ք              |           |
| Tắc-xát  | hữu thanh    |        | /dz/ ձ  |       | /dʒ/ ջ    |                     |           |
| Tắc-xát  | vô thanh     |        | /ts/ ծ  |       | /tʃ/ ճ    |                     |           |
| Tắc-xát  | bật hơi      |        | /tsʰ/ ց |       | /tʃʰ/ չ   |                     |           |
| Xát      | hữu thanh    | /v/ վ  | /z/ զ   |       | /ʒ/ ժ     |                     |           |
| Xát      | vô thanh     | /f/ ֆ  | /s/ ս   |       | /ʃ/ շ     | /χ/ խ               | /h/ հ     |
| Tiếp cận | bên          |        | /l/ լ   | /ɫ/ ղ |           |                     |           |
| Tiếp cận | giữa         |        | /ɹ/ ր   |       | /j/ յ     |                     |           |
| Rung     | Rung         |        | /r/ ռ   |       |           |                     |           |

1. ↑  The letter f (or ֆ) was introduced in the Medieval Period to represent the foreign sound /f/, the voiceless labiodental fricative; it was not originally a letter in the alphabet.[3]